# Manolo Portillo
Manolo Portillo es un presentador de TV español.
Especializado en programas infantiles, fue especialmente conocido desde finales de los sesenta a mediados de los años setenta, cuando participó en espacios como Televisión escola (1968), La Casa del Reloj (1971-1974) y luego comparte plató con María Luisa Seco en Un globo, dos globos, tres globos (1974-1976). Entre 1983 y 1993 presentó, junto a Carmen Lázaro el programa religioso Pueblo de Dios.
Fue profesor en el Colegio Monserrat de la Fundación 'Hogar del Empleado' dependiente del Instituto Ramiro de Maeztu a finales de los años 60 y principios de los 70.